# 돈키호테 (1957년 영화)
돈키호테(Don Kikhot, Don Quixote)는 러시아(구 소련)에서 제작된 그리고리 코진세브 감독의 1957년 영화이다. 미겔 데 세르반테스의 동명의 소설을 바탕으로 제작되었다. 니콜라이 체르카소프 등이 주연으로 출연하였다.

## 출연

### 주연
- 니콜라이 체르카소프

### 조연
- 발렌티나 코벨

## 제작진
- 원작자: 미구엘 데 세르반테스 사베드라